# MDNA World Tour
För turnén, se The MDNA Tour.
MDNA World Tour är det fjärde livealbumet av den amerikanska popartisten Madonna, utgivet den 6 september 2013 av Live Nation och Interscope Records. Albumet består av en filmad konsert vid American Airlines Arena i Miami den 19 och 20 november 2012, vilket var en del av turnén MDNA Tour. Konserten regisserades av Danny B. Tull och Stephane Sennour. Livealbumet släpptes med konserten i sin helhet på CD, DVD och Blu-ray.
Före skivsläppet sändes en TV-special, Madonna: The MDNA Tour, i USA den 22 juni 2013.

## Låtlista
| 1.           | Virgin Mary (Intro)           | | Innehåller element från "Psalm 91" och "Birjina Gaztetto Bat Zegoen", arrangerad och framförd av Kalakan Trio | 5:46  |
| 2.           | Girl Gone Wild                | Madonna, Jenson Vaughan, Alessandro Benassi, Benny Benassi                                                                 | Innehåller element från "Material Girl" och "Give It 2 Me"                                                    | 3:57  |
| 3.           | Revolver                      | Madonna, Dwayne Carter, Justin Franks, Carlos Battery, Steven Battery, Brandon Kitchen                                     | | 3:52  |
| 4.           | Gang Bang                     | Madonna, William Orbit, Priscilla Hamilton, Keith Harris, Jean Baptiste Kouame, Mika, Demacio Castellon, Stephen Kozmeniuk | | 5:54  |
| 5.           | Papa Don't Preach             | Brian Elliot | | 1:50  |
| 6.           | Hung Up                       | Madonna, Stuart Price, Benny Andersson, Björn Ulvaeus                                                                      | Innehåller element från "Girl Gone Wild"                                                                      | 3:47  |
| 7.           | I Don't Give A                | Madonna, Martin Solveig, Nicki Minaj, Julien Jabre                                                                         | | 5:27  |
| 8.           | Best Friend (Video Interlude) | Madonna, A. Benassi, M. Benassi                                                                                            | Innehåller element från "Heartbeat"                                                                           | 3:19  |
| 9.           | Express Yourself              | Madonna, Stephen Bray | Innehåller element från "She's Not Me"                                                                        | 4:06  |
| 10.          | Give Me All Your Luvin'       | Madonna, Martin Solveig, Nicki Minaj, M.I.A., Michael Tordjman                                                             | | 4:11  |
| 11.          | Turn Up the Radio             | Madonna, Martin Solveig, Tordjman, Jade Williams                                                                           | | 3:58  |
| 12.          | Open Your Heart               | Madonna, Gardner Cole, Peter Rafelson                                                                                      | Innehåller "Sagarra Jo", arrangerad och framförd av Kalakan Trio                                              | 8:51  |
| 13.          | Masterpiece                   | Madonna, Julie Frost, Jimmy Harry                                                                                          | | 4:32  |
| Total längd: | Total längd:                  | Total längd: | Total längd:                                                                                                  | 59:30 |

| 1.           | Justify My Love (Video Interlude) | Madonna, Lenny Kravitz, Ingrid Chavez                                        |                                                                                  | 3:34  |
| 2.           | Vogue                             | Madonna, Shep Pettibone                                                      |                                                                                  | 4:08  |
| 3.           | Erotic Candy Shop                 | Madonna, Pharrell Williams, Michael Kelly                                    | Innehåller element från "Candy Shop, "Ashamed of Myself" och "Erotica"           | 4:40  |
| 4.           | Human Nature                      | Madonna, Dave Hall, Kevin McKenzie, Shawn McKenzie, Michael Deering          |                                                                                  | 4:08  |
| 5.           | Like a Virgin Waltz               | Tom Kelly, Billy Steinberg, Abel Korzeniowski                                | Innehåller element från "Like a Virgin" och "Evgeni's Waltz"                     | 5:15  |
| 6.           | Love Spent                        | Madonna, Orbit, Ryan Buendia, Kouame, Hamilton, Alain Whyte, Michael McHenry |                                                                                  | 4:47  |
| 7.           | Nobody Knows Me (Video Interlude) | Madonna, Mirwais Ahmadzaï                                                    |                                                                                  | 3:36  |
| 8.           | I'm Addicted                      | Madonna, A. Benassi, M. Benassi                                              |                                                                                  | 4:42  |
| 9.           | I'm a Sinner                      | Madonna, Orbit, Kouame                                                       | Innehåller element från "Cyberraga"                                              | 6:45  |
| 10.          | Like a Prayer                     | Madonna, Patrick Leonard                                                     | Innehåller "De Treville-n Azken Hitzak", arrangerad och framförd av Kalakan Trio | 6:10  |
| 11.          | Celebration                       | Madonna, Paul Oakenfold, Ian Green, Ciaran Gribbin                           | Innehåller element från "Girl Gone Wild" och "Give It 2 Me"                      | 7:24  |
| Total längd: | Total längd:                      | Total längd:                                                                 | Total längd:                                                                     | 55:09 |

## Medverkande
- Regissörer – Danny B. Tull, Stephane Sennour
- Filmproduktionsbolag – Semtex Films
- Producent – Madonna
- Exekutiva producenter – Arthur Fogel, Guy Oseary, Sara Zambreno
- Fotograf – Mark Ritchie
- Klippning – Madonna, Danny B. Tull
- Kostymtecknare – Arianne Phillips, Jean Paul Gautier, Riccardo Tisci

Medverkande är hämtade ur albumhäftet till MDNA World Tour.

## Listplaceringar
| Lista (2013)        | Högsta position |
| ------------------- | --------------- |
| Belgien (Flandern)  | 116             |
| Belgien (Vallonien) | 39              |
| Irland              | 66              |
| Israel              | 4               |
| Nederländerna       | 50              |
| Storbritannien      | 55              |

### Fotnoter
1. ↑  "MDNA Tour To Be Released On DVD & Blu-Ray August 27 (US) /August 26 (Internationally)". Madonna.com. 6 juni 2013. Läst 6 juni 2013.
2. ↑  Mert, Marcus (2012). The MDNA Tour Book: Official Program. Boy Toy Inc., Live Nation Merchandise. s. 18.
3. 1 2 3  ”Madonna – MDNA World Tour(album)” (på nederländska). Ultratop 50. Hung Medien. http://australian-charts.com/showitem.asp?interpret=Madonna&titel=MDNA+World+Tour&cat=a. Läst 13 september 2013.
4. ↑  ”Ireland Album Chart”. Irish Recorded Music Association. 12 september 2013. Arkiverad från originalet den 15 november 2009. https://www.webcitation.org/5lJLaeW7n?url=http://www.irma.ie/aucharts.asp. Läst 13 september 2013.
5. ↑  ”Israeli Album Chart”. 14 september 2013. Arkiverad från originalet den 19 september 2013. https://web.archive.org/web/20130919040050/http://www.musicaneto.com/Interface/mivzak.asp?news_id=6406. Läst 15 september 2013.
6. ↑  ”UK Albums Chart Top 100 - 21st September 2013”. Official Charts Company. 16 september 2013. Arkiverad från originalet den 16 september 2013. https://www.webcitation.org/6JfkXd2V2?url=http://www.officialcharts.com/albums-chart/. Läst 16 september 2013.